# Lepturges vogti
Lepturges vogti là một loài bọ cánh cứng trong họ Cerambycidae.